# Бучацький Леонід Петрович
доктор Леонід Петрович Бучацький (нар. 26 листопада 1943, с. Свірневе на Кіровоградщині) — український учений у галузі вірусології, генетики та біотехнології. Доктор біологічних наук, професор. Академік АН ВШ України з 2006 р.

## Біографія
У 1962 вступив на біологічний факультет КДУ ім. Т. Шевченка. З третього курсу призваний до армії, у 1968 р. закінчив навчання в університеті і вступив до аспірантури на кафедру вірусології КДУ. Перший рік навчання пройшов у відділі структури білків Інституту кристалографії РАН (м. Москва). Кандидатську дисертацію «Вплив вірусу грипу на деякі енергетичні та ферментативні процеси в клітині» захистив у 1972 р., докторську дисертацію «Біологічні властивості ДНК-вмісних вірусів кровососних комарів» — у 1989 р. Професор кафедри біохімії біологічного факультету КНУ ім. Т. Шевченка.
З 1994 очолює міжвідомчу групу експертів з екологічної експертизи пестицидів та отрутохімікатів Міністерства екології та природних ресурсів України. Член спеціалізованих рад із захисту кандидатських та докторських дисертацій. Член експертної ради ВАК України. Член редколегії журналу «Ветеринарна патологія» (Росія). В 1993—1995 рр. був іноземним консультантом Департаменту сільського господарства США, нагороджений відзнакою Агентства охорони навколишнього середовища (США). З 2002 р. — завідувач лабораторії біотехнології Інституту рибного господарства НААНУ (за сумісництвом).

## Наукові досягнення
Співавтор учення про квантову генетику. Основні наукові праці у 1970-80-х рр. були спрямовані на вивчення біологічних властивостей вірусів, патогенних для кровососних комарів (переносників збудників хвороб людей і тварин) з метою розроблення ефективних засобів захисту цивільного населення і військ від зброї масового ураження. Під час пошукових експедицій на території України, Росії, Казахстану та Молдови вперше були виявлені та вивчені такі віруси, як вірус цитоплазматичного поліедрозу, вірус віспи та іридовірус кровососних комарів, а також іридовірус риб. На основі порівняльного аналізу ним розроблена концепція гідробіонтних осередків інфекційних хвороб тварин та людей. Описані меланотичні пухлини комарів, лімфосаркоматоз щук та судаків, карцинома ляща та пелінгаса, а також інші неоплазми риб дніпровських водосховищ та Азовського моря.
Загальна кількість публікацій — 285, зокрема 2 посібники та 6 монографій («Квантова генетика», «Молекулярна біологія парвовірусів», «Віруси морських та прісноводних тварин», «Іридовіруси» та ін.). Має понад 10 патентів та авторських свідоцтв.
Підготував 7 кандидатів та 2 докторів наук.
Член-кореспондент Міжнародної академії інформатизації (1991), академік Екологічної академії наук України (2000) та Російської академії природничих наук (РАЕН). Президент Асоціації іхтіопатологів України (з 2001 р). Лауреат Державної премії України в галузі науки і техніки (1988).